# Granhammarsbrännan
Granhammarsbrännan este o arie protejată (arie specială de conservare — SAC, sit de importanță comunitară — SCI) din Suedia întinsă pe o suprafață de 158,7 ha, integral pe uscat.

## Localizare
Centrul sitului Granhammarsbrännan este situat la coordonatele 59°23′14″N 16°02′06″E / 59.3871°N 16.0351°E.

## Înființare
Situl Granhammarsbrännan a fost declarat sit de importanță comunitară în iulie 2000 pentru a proteja 1 specie de plante. Situl a fost protejat și ca arie specială de conservare în martie 2011.

## Biodiversitate
Situată în ecoregiunea boreală, aria protejată conține 4 habitate naturale: Mlaștini turboase de tranziție și turbării mișcătoare, Mlaștini împădurite, Păduri caducifoliate de mlaștină fino-scandinave, Taiga vestică.
La baza desemnării sitului se află o specie protejată de  plante: Herzogiella turfacea.